# Gangnan (köpinghuvudort i Kina, Hebei Sheng, lat 38,32, long 114,02)
Gangnan är en köpinghuvudort i Kina. Den ligger i provinsen Hebei, i den norra delen av landet, omkring 270 kilometer sydväst om huvudstaden Peking. Antalet invånare är 27 115. Befolkningen består av 13 222 kvinnor och 13 893 män. Barn under 15 år utgör 0,00 %, vuxna 15-64 år 71 %, och äldre över 65 år 9,0 %.
Runt Gangnan är det ganska tätbefolkat, med 172 invånare per kvadratkilometer. Närmaste större samhälle är Donghuishe, 9,6 km sydost om Gangnan. Trakten runt Gangnan består till största delen av jordbruksmark.
Genomsnittlig årsnederbörd är 656 millimeter. Den regnigaste månaden är juli, med i genomsnitt 206 mm nederbörd, och den torraste är december, med 4 mm nederbörd.